# Corsa (BCT)
Corsa is een documentmanagementsysteem, geleverd door BCT. Corsa wordt veel gebruikt door Nederlandse bestuursorganen. Men gebruikt Corsa om de kwaliteit van de interne informatieprocessen te verbeteren en borgen. Documenten krijgen bij registratie een uniek Corsanummer. Eventueel kan ook andere metadata toegevoegd worden om het primaire proces te ondersteunen en om conform de Archiefwet te werken.
Corsa ondersteunt twee soorten workflows:
- documentgericht: op documentbasis,
- zaakgericht (of zaaksgewijs): op procesbasis.

Binnen een workflow worden medewerkers van het bestuursorgaan betrokken om de workflow te laten voortgaan. Naast de ingebouwde audittrail biedt Corsa mogelijkheden om documenten digitaal rechtsgeldig te ondertekenen via ValidSign. Na afronding van de workflow biedt Corsa een langlevend archief voor de door het bestuursorgaan verrichte activiteiten.
De formele releasefrequentie van Corsa was voor 2016 t/m 2019 jaarlijks.
Corsa draait bij voorkeur op de locatie van het bestuursorgaan. Technologisch gebruikt Corsa Microsoft SQL Server of Oracle RDBMS als databaseplatform.